# Causse

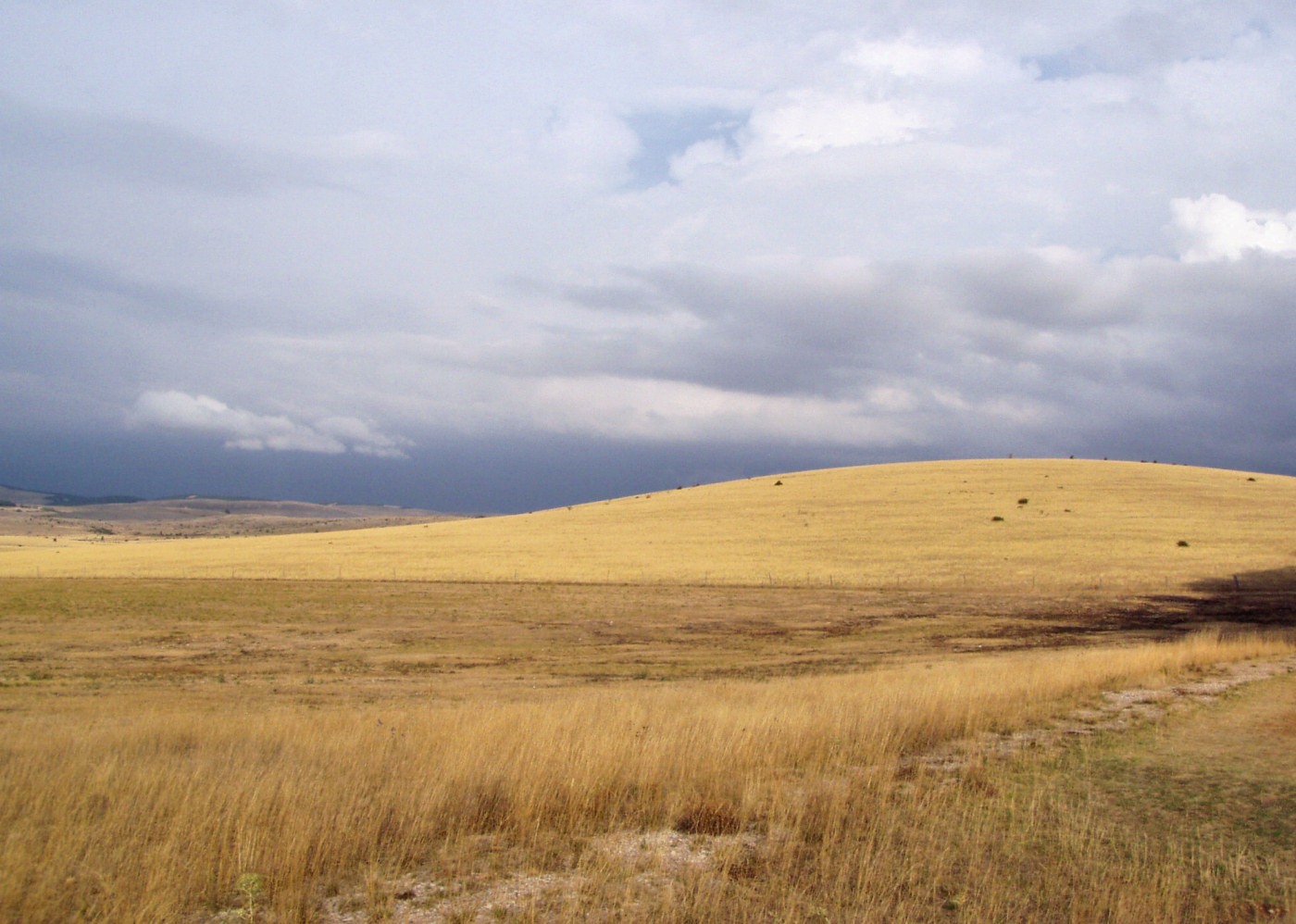
Causse Méjean.

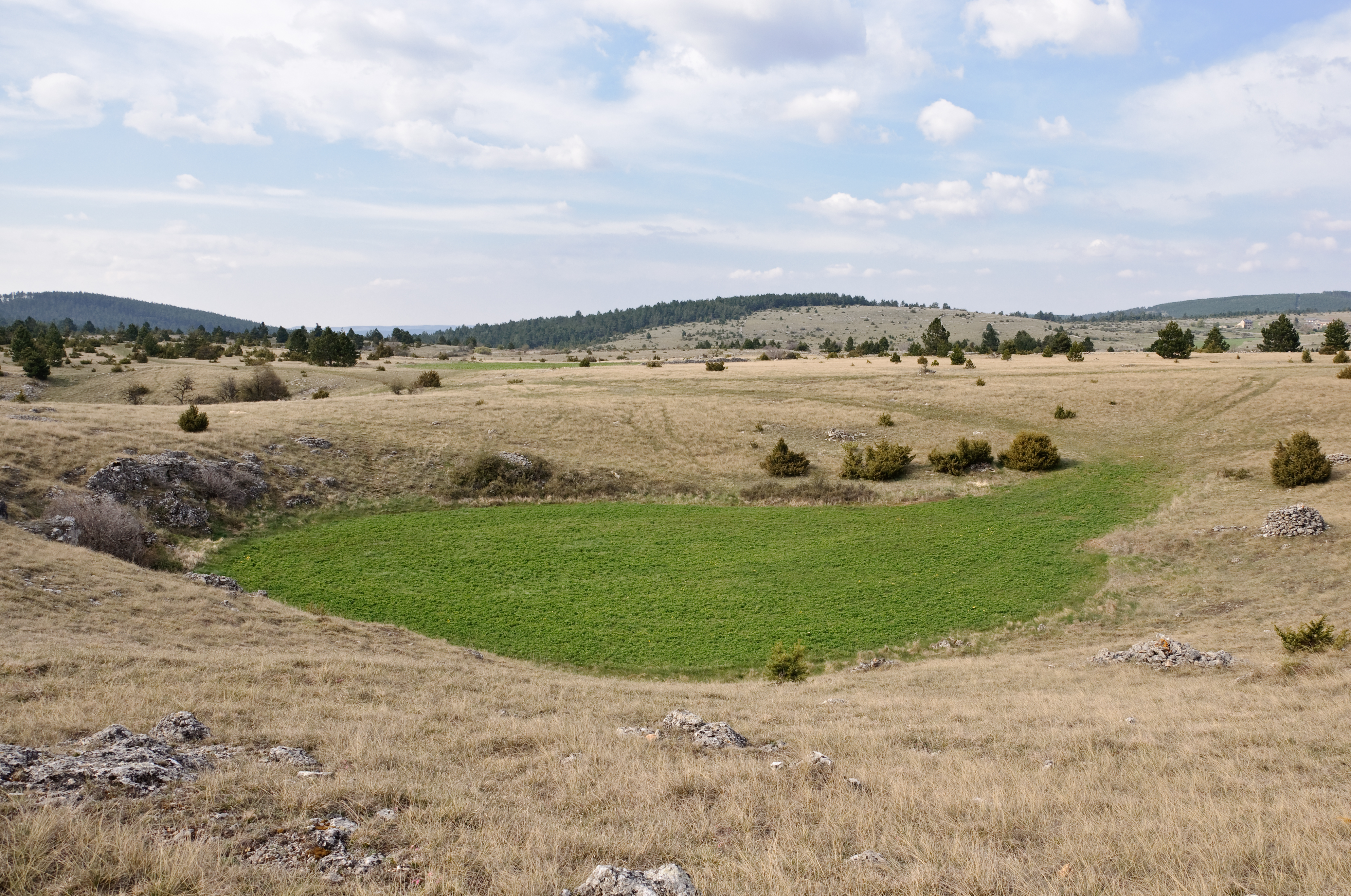
Dolina en el causse de Sauveterre, Lozère.

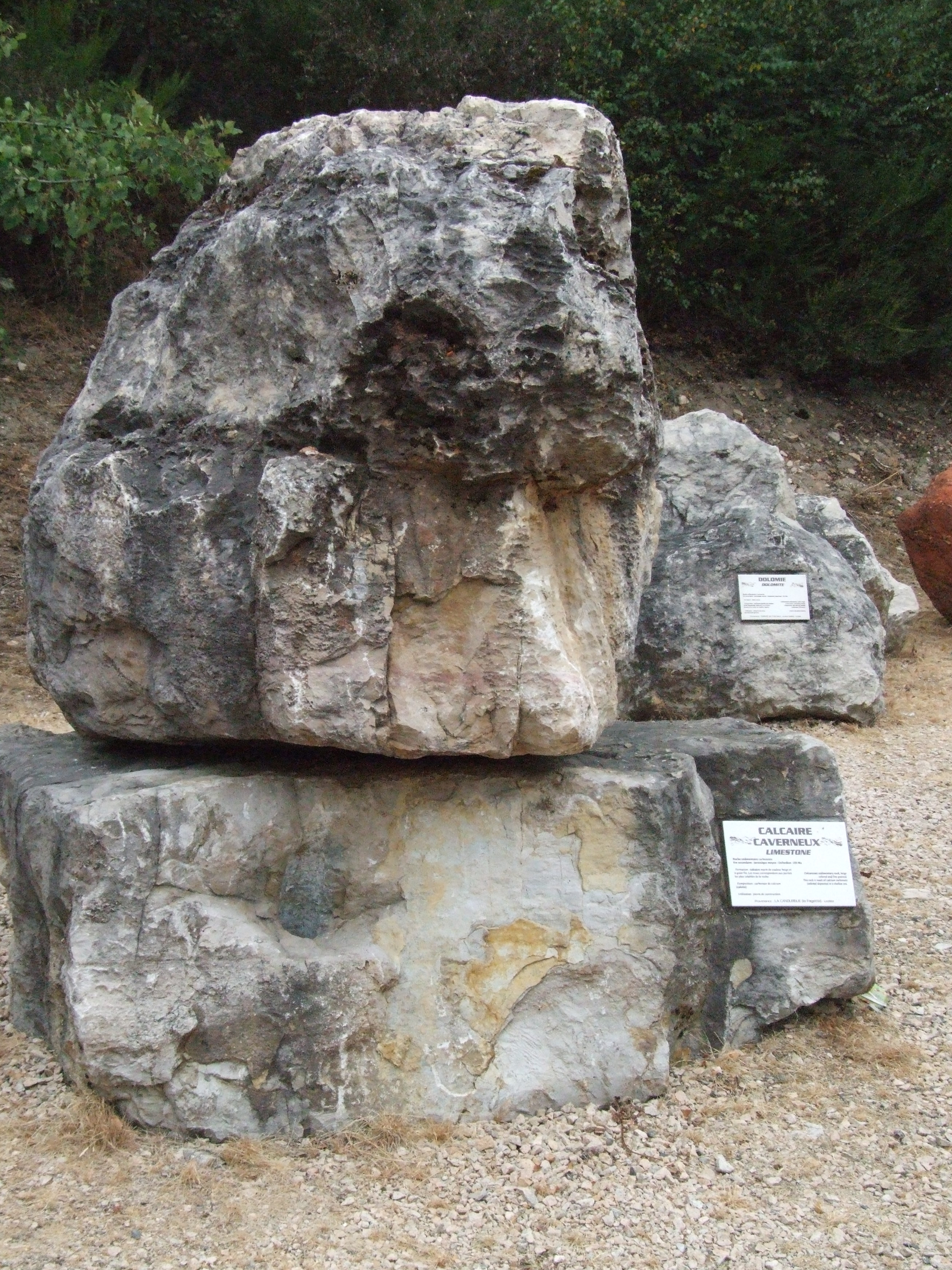
Caliza beige del causse de Lozère.

Un causse (del latín calcinus, calcáreo, y a su vez del occitano causse. Trasladado al francés en el siglo XVIII: meseta calcárea.) es un tipo de meseta caliza sita en el Macizo Central francés, muy erosionada y atravesada por grandes gargantas fluviales talladas por ríos (Tarn, Dourbie, Jonte, Lot y Aveyron). Los Causses de Quercy tienen una altitud de 300-400 m mientras los Grands Causses alcanzan 800-1100 m. Sirven principalmente para pastoreo de ovejas, y en menor medida de cabras y bovinos. Su límite noroeste son las tierras altas del Lemosín y el Périgord. Al este limitan con el Aubrac y las montañas Cevenas.
En el Macizo Central, de noroeste a sudeste se encuentran:
- los Causses de Quercy:[5][6]
  - causse de Martel (Lot). La parte de este causse situado en el departamento de Corrèze se llama causse corrézien.
  - causse de Gramat (Lot)
  - causse de Limogne (Lot). En su vertiente oeste, se prolonga con el causse de Lalbenque que pertenece al Quercy Blanc.
  - causse de Saint-Antonin-Noble-Val (Tarn y Garona)
- los Grands Causses:
  - causse del Comtal (Aveyron)
  - causse de Sévérac (Aveyron)
  - causse de Sauveterre (Lozère)
  - causse Méjean (Lozère)
  - causse Noir (Aveyron)
  - causse del Larzac (Aveyron y Hérault)

Muchos causses se incluyen en la red Natura 2000, especialmente el Parc naturel régional des Grands Causses que componen las mesetas de Larzac, Méjean y Noir. El Parc naturel régional des causses du Quercy incluye la mayoría de los sitios Natura 2000 del departamento de Lot.